# Síndrome de Sheehan
El síndrome de Sheehan es el infarto de la glándula hipofisaria secundario a una hemorragia postparto. Se produce entonces un hipopituitarismo, encontrándose niveles bajos de la hormona estimulante del tiroides, estimulante hormona adrenocorticotrópica y la estimulante de las hormonas sexuales. Debido a la mejora en la atención médica del presente, este es un síndrome poco frecuente.

## Etiología
La isquemia de la glándula hipofisaria se produce por el sangrado excesivo que experimenta una mujer durante el parto (o incluso durante el 3.er trimestre), lo que lleva a hipovolemia de la zona selar y periselar, es decir, la glándula deja de recibir suficiente sangre. Durante el embarazo la pituitaria sufre un aumento de tamaño fisiológico por hiperplasia del lactotropo, lo que ocasiona hiperestrogenemia, y es por lo tanto más vascularizada. El riesgo aumenta con embarazos múltiples (gemelos, trillizos, etc) y por anomalías de la placenta.

## Cuadro clínico
Los síntomas que deben buscarse en la insuficiencia hipofisiaria dependen de la falta de funciones de las glándulas efectoras.
- Hormona lactogénica

- ausencia de lactancia
- insuficiencia de actividad progestacional.
- Hormonas gonadotróficas.

- amenorrea.
- Hormona del crecimiento

- microesplacnia
- falta de anabolismo proteico
- enanismo en personas gestantes que no hayan llegado a la pubertad.
- Hormona tiroidea

- ausencia del sudor
- metabolismo basal bajo (cansancio, sensibilidad al frío, estreñimiento, mixedema).
- Adrenocorticotrófica

- anorexia y pérdida de peso
- astenia
- Tensión arterial baja
- hipoglucemia
- pérdida de vello sexual
- cambios de personalidad y signos de deterioro mental
- falta de secreción sebácea
- pérdida del tono de los capilares de la piel (palidez)
- disminución de la libido

## Diagnóstico
La sospecha clínica puede pasar desapercibida, sin embargo la Resonancia Magnética cerebral es útil, pudiendo revelar signos de hemorragia selar.
Antes de poder usar la RM en la mujer posparto se observa primero involución de las mamas, falta de secreción de leche, luego se observa amenorrea (consecuencia de la anovulación) y pérdida del vello púbico y axilar.
Otros síntomas son: inapetencia, intolerancia al frío, mixedema, pérdida de pigmentación de las areolas mamarias y región genital y pérdida del peso que puede llevar a la caquexia.

## Tratamiento
En el evento agudo se deben monitorizar estrechamente los signos vitales en una unidad de cuidados intensivos, se deben reponer las pérdidas hemodinámicas con soluciones coloides o componentes sanguíneos. La oftalmoplejia puede tratarse con glucocorticoides.
Dado que es imposible restablecer la función de la glándula pituitaria, la enfermedad se trata de por vida reemplazando las hormonas que están bajas en el torrente sanguíneo: tiroxina (T4), Calcitonina, hormonas sexuales (LH y FSH) y glucocorticoides, incluyendo estrógeno y progesterona.